# Одаровка (Запорожская область)
Одаровка (укр. Одарівка) — село,
Камышевахский поселковый совет,
Ореховский район,
Запорожская область,
Украина.
Код КОАТУУ — 2323955402. Население по переписи 2001 года составляло 207 человек.

## Географическое положение
Село Одаровка находится на правом берегу реки Конка,
выше по течению на расстоянии в 2,5 км расположено село Любимовка,
ниже по течению на расстоянии в 1 км расположено село Жёлтенькое.
На расстоянии в 1 км расположено село Блакитное.
Через село проходят автомобильная дорога Т-0803 и
железная дорога, станция Общая в 5-и км.

## История
- Село было основано в 1770 году. По берегам реки ещё сохранились развалины кирпичных домов немецких колонистов-меннонитов и небольшие сады. Манифест 1763 года Екатерины II разрешал им «в империю нашу въезжать и селиться, где только пожелают». Немцы-меннониты, права которых в своей стране ущемлялись, начали заселять земли в 1775—1776 годах. Их освобождали на несколько лет от уплаты подати, предоставляли свободу вероисповедания, не призывали в армию. В Александровском уезде колонисты селились на землях нынешних Бердянского, Ореховского, Вольнянского районов. Построили свои дома немецкие колонисты и на землях села Дарьевки. В 1871 году колонисты были переведены в разряд поселян-собственников и лишены всех льгот.
- Согласно ревизской сказке 1816 года, деревня Дарьевка принадлежала коллежскому советнику Дмитрию Степанову. В исторических документах 1859 года Дарьевка описывается как две части одного села, разделённые между наследниками помещика Дмитрия Акутина. В 1850—1858 годах Дарьевка — собственность жены полковника Софии Дмитриевной Крыжовой и Дмитрия Акутина.
- В 1896 году была построена железная дорога Александровск — Пологи — Бердянск, значительно ускорившая развитие села.
- В списках населённых пунктов Александровского уезда 1911 года называется как Дарьевка Акутина и Дарьевка Крыжова.
- После революции Одаровка стала единым селом. В 1935 году в селе начались репрессии и депортация. Сады меннонитов исчезли, их кирпичные дома разобрали.
- В советское время жители Дарьевки работали в колхозе «Советская Украина». Колхоз был многопрофильным, занимаясь разведением коров, овец, свиней, гусей, уток, выращивая овощи и зерновые. В селе было несколько птичников. Большие площади занимали сады. В селе были свои кузня, семилетняя школа, библиотека, клуб, медпункт.